# Adolfo Fernández-Moreda y Fernández Chacón
Adolfo Fernández-Moreda y Fernández Chacón (Logronyo, 1890 - 17 d'agost 1936) fou un jurista espanyol. Llicenciat en dret, el 1913 va aprovar les oposicions per a jutge i el 1916 va obtenir plaça a Vielha (Vall d'Aran). El 1927 fou nomenat jutge de primera instància del districte de la Llotja de Palma, a Mallorca, de tal manera que fou un dels qui va participar en la proclamació de la Segona República Espanyola al balcó de l'ajuntament de Palma.
El 1931 fou nomenat magistrat de l'Audiència de Tarragona, d'on fou traslladat el gener de 1933 al jutjat de primera instància número 6 de Barcelona. En aquest destí fou el jutge instructor contra els assaltants a la revista El Be Negre. Durant els fets del sis d'octubre de 1934 era el jutge de guàrdia i es negà a enviar la guàrdia civil a reprimir els rebels, ni va evitar que els Escamots d'Estat Català ocupessin el Palau de Justícia raó per la qual fou suspès i nomenat vicepresident del Jutjat Mixt d'Arts Gràfiques i Premsa de Barcelona.
Després de la victòria del Front d'Esquerres a les eleccions generals espanyoles de 1936 fou nomenat president de l'Audiència Territorial de Barcelona amb la recomanació personal de Lluís Companys i Jover, i també magistrat del Tribunal de Cassació. El cop d'estat del 18 de juliol de 1936 el va sorprendre de vacances a Logronyo. Les tropes sedicioses el van fer presoner i el passejaren amb manilles pels carrers de la ciutat. Durant vint dies va estar incomunicat i després traslladat al castell de Pamplona. El 17 d'agost fou afusellat a les tàpies del cementiri amb deu altres presos més.
La seva mort va provocar una gran consternació entre la classe política catalana, ja que era reconegut com un dels jutges més rellevants i innovadors d'aquells anys. La seva vídua va rebre una pensió anyal de 6.000 pessetes de la Generalitat de Catalunya.